# Václav Neumann
Václav Neumann (Praag, 29 september 1920 – Wenen, 2 september 1995) was een Tsjechische dirigent, musicoloog, historicus en filosoof.

## Levensloop

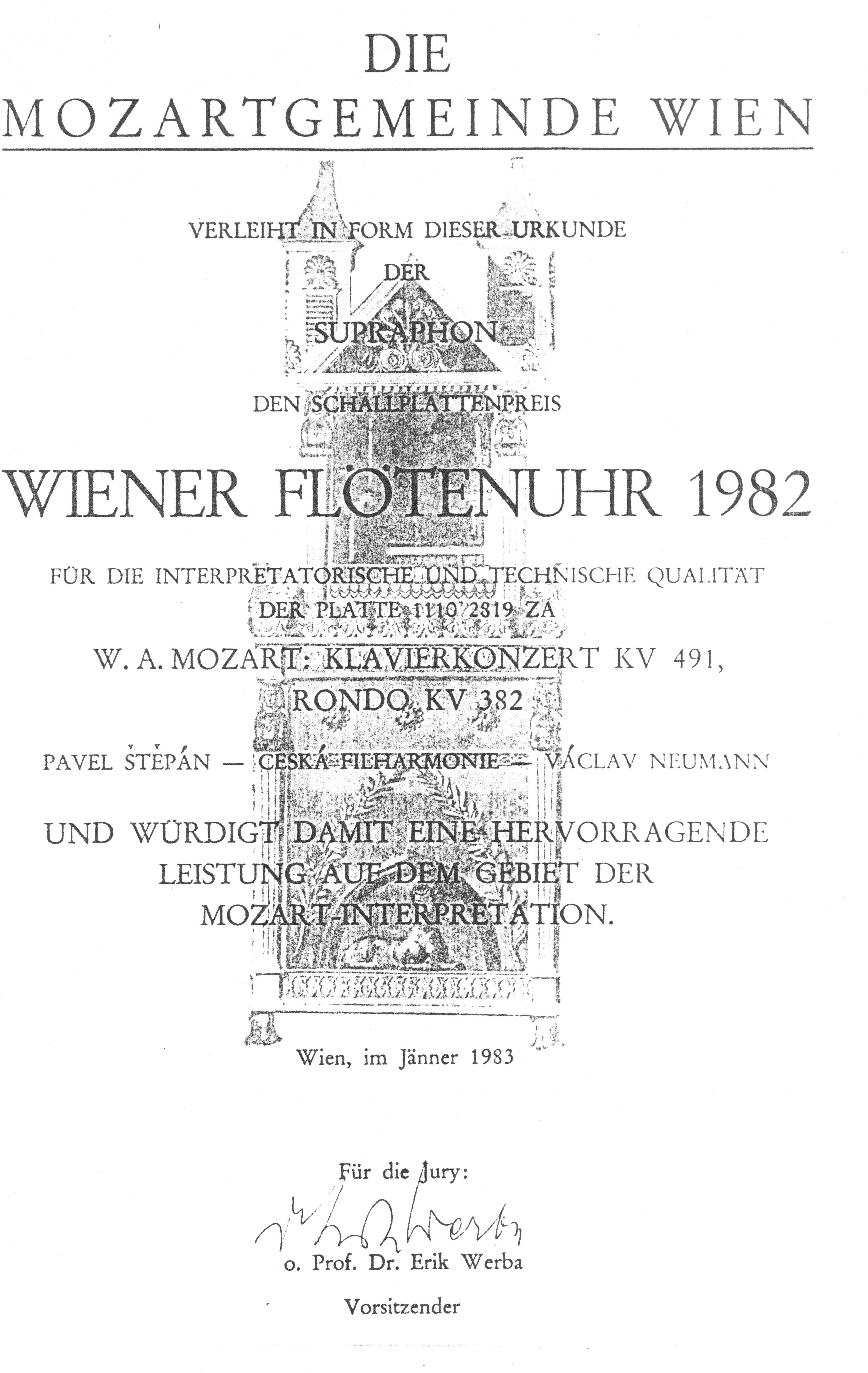
Wiener Flötenuhr 1982

Neumann toonde al op jonge leeftijd aanleg voor de muziek. Op de Praagse muziekschool volgde hij lessen viool en altviool. Aan de Karelsuniversiteit Praag studeerde hij vervolgens geschiedenis, Tsjechische filosofie en musicologie. Aansluitend bezocht hij het Conservatorium van zijn geboortestad. Hier studeerde hij onder andere viool bij Josef Micka, orkestdirectie bij Pavel Dědecěk en Method Doležil.
In 1941 stichtte hij samen met Antonín Kohout het Smetana Kwartet. In 1945 werd hij violist in hetTsjechische Philharmonie in Praag. Van 1948 tot 1950 was hij dirigent van dit orkest. Aansluitend was hij dirigent en artistiek leider van het Symfonisch Orkest van Brno, het Symfonisch Orkest van Karlovy Vary en van het Praags Symfonisch Orkest.
In 1956 werd hij door Walter Felsenstein naar Oost-Berlijn gehaald, waar hij chef-dirigent werd van de Komische Oper. Hier toonde hij zich specialist in de Tsjechische muziek. Zo dirigeerde hij de opera Příhody lišky Bystroušky (Het sluwe vosje) van Leoš Janáček meer dan 200 keer in Berlijn. Neumann was van meer markten thuis. Ook Jacques Offenbach's Les contes d'Hoffmann stond in zijn Berlijnse tijd herhaaldelijk geprogrammeerd.
In 1964 werd hij benoemd tot Generalmusikdirektor van de opera en chef-dirigent van het Gewandhausorchester te Leipzig. Hij bekleedde die positie tot 1968. Uit protest tegen de invasie van de troepen van het Warschaupact in  Tsjechoslowakije, die het einde van de Praagse Lente betekende, legde hij al zijn functies in Leipzig neer.
Terug in zijn vaderland werd hij nog in datzelfde jaar (1968) chef-dirigent van het Tsjechisch Filharmonisch Orkest. Met dit orkest verzorgde hij meer dan driehonderd concerten in vele landen van Europa, Rusland, Japan en de Verenigde Staten. Hij bleef tot 1990 bij dit orkest. 
Neumann was een van de Oost-Europese dirigenten die ook in het westen een naam en een loopbaan konden opbouwen. Hij vervulde talrijke gastdirecties en was van 1970 tot 1972  Generalmusikdirektor van de Staatsopera in Stuttgart.
Hij was een bekend interpreet van de werken van Leoš Janáček, Antonín Dvořák, Bohuslav Martinu en Gustav Mahler, maar hij voerde ook werken internationaal minder bekende Tsjechische componisten in zijn programma's uit, zoals Miloslav Kabeláč.